# Filme de evento
Um filme de evento é um cujo lançamento em si é considerado um evento importante, como uma sequência antecipada ou um filme de grande orçamento com conhecidos atores estrelando nos papéis principais e com efeitos especiais de ponta, gerando atenção considerável. Um filme de evento geralmente é o de maior bilheteria do ano e torna-se parte da cultura popular. O filme Tubarão (1975), de Steven Spielberg, é considerado o primeiro filme de evento.